# Јужњачко срце
Јужњачко срце (енгл. Hart of Dixie) америчка је драмедијска телевизијска серија Лејле Герстајн за The CW. Рејчел Билсон глуми др Зои Харт, Њујорчанку која, након што се сруше њени снови да постане кардиохирург, прихвата понуду да ради као лекар опште праксе у измишљеном граду Блубел у Алабами на обали Мексичког залива.
Премијерно је приказана 26. септембра 2011. године. У мају 2014. The CW је обновио серију за четврту сезону. У јулу исте године Марк Педовиц, председник мреже, објавио је да ће се четврта сезона састојати од десет епизода, а премијерно је приказана 15. децембра 2014. године. У марту 2015. Лејла Герстајн је објавила да ће четврта сезона бити финална. The CW је званично отказао серију 7. маја 2015. године.

## Радња
Зои Харт, која је тек завршила медицински факултет, сматра да зна све о животу. Жели да крене очевим стопама и постане кардиохирург. Али након што се њени снови сруше, Зои одлучује да прихвати понуду странца да ради са њим у малој ординацији.

## Улоге
| Глумац        | Улога                  | Сезона   | Сезона   | Сезона | Сезона |
| Глумац        | Улога                  | 1.       | 2.       | 3.     | 4.     |
| ------------- | ---------------------- | -------- | -------- | ------ | ------ |
| Рејчел Билсон | Зои Харт               | Главна   | Главна   | Главна | Главна |
| Скот Портер   | Џорџ Такер             | Главна   | Главна   | Главна | Главна |
| Џејми Кинг    | Лемон Бриланд          | Главна   | Главна   | Главна | Главна |
| Крес Вилијамс | Левон Хејз             | Главна   | Главна   | Главна | Главна |
| Вилсон Бетел  | Вејд Кинсела           | Главна   | Главна   | Главна | Главна |
| Тим Матесон   | Бертрам „Брик” Бриланд | Главна   | Главна   | Главна | Главна |
| Кејтлин Блек  | Анабет Нас             | Споредна | Споредна | Главна | Главна |

## Епизоде
| Сезона | Сезона | Епизоде | Епизоде | Оригинално емитовање | Оригинално емитовање |
| Сезона | Сезона | Епизоде | Епизоде | Премијера            | Финале               |
| ------ | ------ | ------- | ------- | -------------------- | -------------------- |
|        | 1.     | 22      | 22      | 26. септембар 2011.  | 14. мај 2012.        |
|        | 2.     | 22      | 22      | 2. октобар 2012.     | 7. мај 2013.         |
|        | 3.     | 22      | 22      | 7. октобар 2013.     | 16. мај 2014.        |
|        | 4.     | 10      | 10      | 15. децембар 2014.   | 27. март 2015.       |

## Гледаност
| Сезона | Емитовање                                                     | Бр. епизода | Премијера           | Премијера                         | Финале         | Финале                         | ТВ сезона | Место | Гледаност (у милионима) |
| Сезона | Емитовање                                                     | Бр. епизода | Датум               | Гледаност премијере (у милионима) | Датум          | Гледаност финала (у милионима) | ТВ сезона | Место | Гледаност (у милионима) |
| ------ | ------------------------------------------------------------- | ----------- | ------------------- | --------------------------------- | -------------- | ------------------------------ | --------- | ----- | ----------------------- |
| 1.     | понедељком у 21                                               | 22          | 26. септембар 2011. | 1.88                              | 14. мај 2012.  | 1.60                           | 2011–2012 | #182  | 1.77                    |
| 2.     | уторком у 20                                                  | 22          | 2. октобар 2012.    | 1.53                              | 7. мај 2013.   | 1.19                           | 2012–2013 | #142  | 1.70                    |
| 3.     | понедељком у 20 (2013–2014) (1—13) петком у 21 (2014) (14—22) | 22          | 7. октобар 2013.    | 1.03                              | 16. мај 2014.  | 0.88                           | 2013–2014 | #166  | 1.37                    |
| 4.     | понедељком у 20 (2014) (1) петком у 20 (2015) (2—10)          | 10          | 15. децембар 2014.  | 1.22                              | 27. март 2015. | 1.33                           | 2014–2015 | #175  | 1.61                    |